# Wiktor Daszczuk
Wiktor Bohdan Daszczuk (ur. 13 kwietnia 1958 w Olsztynie) – polski informatyk, doktor habilitowany, specjalizujący się w oprogramowaniu podstawowym, systemach operacyjnych, systemach rozproszonych oraz weryfikacji systemów. Adiunkt na Wydziale Elektroniki i Technik Informacyjnych Politechniki Warszawskiej.

## Życiorys
Absolwent II Liceum Ogólnokształcącego im. Konstantego Ildefonsa Gałczyńskiego w Olsztynie w 1978. W 1982 ukończył studia magisterskie z informatyki na Wydziale Elektroniki Politechniki Warszawskiej. Doktoryzował się w 2003, pisząc pracę pt. Weryfikacja własności temporalnych w systemach współbieżnych przygotowanej pod kierunkiem Janusza Sosnowskiego, natomiast habilitację z informatyki technicznej i telekomunikacji uzyskał 2020 na podstawie cyklu publikacji pt. Modelowanie, specyfikacja, weryfikacja i symulacja systemów rozproszonych. Ponadto, w latach 2011-2012 ukończył studia podyplomowe z ochrony własności intelektualnej na Wydziale Prawa Uniwersytetu Warszawskiego.
Po ukończeniu studiów rozpoczął pracę w Przedsiębiorstwie Systemów Komputerowych MERA-SYSTEM, gdzie realizował projekty związane z systemami operacyjnymi i oprogramowaniem. Zajmował się również systemami baz danych. Na Wydziale Elektroniki PW, w Instytucie Informatyki pracuje od 1990, w tym od 2003 na stanowisku adiunkta. W swojej działalności naukowej skupił się na specyfikacji, modelowaniu i weryfikacji systemów współbieżnych i wieloagentowych. Publikował prace w czasopismach, takich jak „IET Intelligent Transport Systems”, „Journal of Advanced Transportation”, „The Computer Journal”, „Theoretical and Applied Informatics” czy „Archives of Transport”.
W 2018 został odznaczony Medalem Komisji Edukacji Narodowej.